# Grand Theft Auto (computerspel)
Grand Theft Auto (GTA) was het eerste spel uit de succesvolle Grand Theft Auto-serie. Het is ontwikkeld door DMA Design (nu Rockstar North) en uitgebracht door ASC Games. Het spel verscheen in 1997/1998 voor MS-DOS, Windows en PlayStation en in 1999 voor Game Boy Color.

## Gameplay
Het spel kent eigenlijk geen verhaal. De speler is een zelfstandige crimineel die voortdurend naar werk zoekt binnen het misdaadmilieu in de stad waar hij zich bevindt. Het doel van het spel is om voldoende geld te verdienen om zo in een ander level te komen. De punten tellen als geld. De speler kan geld verdienen door opdrachten uit te voeren die hij van criminele bazen krijgt. Dit zijn bijvoorbeeld het assisteren bij overvallen, het liquideren van tegenstanders of het vervoeren van drugs. Om zich door de uitgestrekte stad te verplaatsen kan de speler door carjacking een voertuig stelen om zo snel genoeg naar de juiste locaties te komen. Slaagt de missie, dan volgt er een beloning. Missies kunnen worden gevonden bij rinkelende telefooncellen of in opvallend geparkeerde auto's. De speler kan ook op eigen gelegenheid geld verdienen met het laten opkopen van gestolen auto's in de haven of met het uitvoeren van Kill Frenzy-opdrachten. Ook simpele wetsovertredingen zoals het stelen van auto's of het doodrijden van voorbijgangers levert geld op. Al is dat maar weinig bij wat nodig is om het level uit te spelen. De speler kan het geld aan verschillende dingen uitgeven, zoals een spuit-beurt. Maar als hij geld gebruikt gaan er natuurlijk wel punten vanaf. Ook wanneer je wordt gearresteerd (Busted) of naar het ziekenhuis moet (Wasted), kost het geld. Het spel is tegenwoordig abandonware, en op de website van Rockstar Games is het gratis te downloaden.

## Locaties
Er zijn drie steden in het spel, met elk twee levels. Om naar het volgende level of de volgende stad te gaan moet het huidige level uitgespeeld worden door middel van het halen van een vastgesteld aantal punten. Tussen haakjes staat op welke bestaande steden ze gebaseerd zijn.
- Liberty City (New York)
- San Andreas (San Francisco, en Los Angeles)
- Vice City (Miami)

Bovengenoemde steden komen in latere GTA-spellen terug, zo gaan GTA III en GTA IV over Liberty City, speelt Grand Theft Auto: Vice City zich (logischerwijs) af in Vice City en wordt de speler in Grand Theft Auto: San Andreas meegenomen naar San Andreas, wat dan overigens geen stad, maar een staat is.

## Speler
In Grand Theft Auto kan de speler kiezen uit acht personages om mee te spelen, de dames Divine, Katie, Mikki en Ulrika en de mannen Bubba, Kivlov, Travis en Troy.

## Power-Ups
In de levels staan verspreid over de gehele stad dozen met zogenaamde power-ups.
- Pistool
- Machinegeweer, een snel wapen met een groot bereik.
- Vlammenwerper, een sterk wapen, maar heeft maar een beperkt bereik.
- Raketwerper, het sterkste wapen uit het spel, maar is erg traag.
- Kogelwerend vest: Dit is geen wapen, maar is wel heel handig in het gevecht. Het kogelvrije vest biedt bescherming tegen kogels en zorgt ervoor dat je minder snel gedood wordt.
- Multiply Up, dit verhoogt de vermenigvuldigingsfactor van de puntentelling met één.
- Kill Frenzy, hier krijgt de speler een bepaalde tijd een wapen tot zijn beschikking, waar hij een vooraf aangegeven aantal punten moet halen, door schade aan te richten.

## Trivia
- Het spel is opgenomen in het boek 1001 Video Games You Must Play Before You Die van Tony Mott.